# Споменик ратницима за ослобођење и уједињење у Водицама
Споменик ратницима за ослобођење и уједињење у Водицама налази се на згради Дома културе у Водицама и подигнут је у част изгинулим и умрлим ратницима за ослобођење и уједињење у периоду 1912—1919. године. Рад је Андре Руса, каменоресца из Смедеревске Паланке. Испод беле мермерне плоче у коју су уклесана имена 100 палих Водичана, налази се још једна, знатно мања, ка којој дословце пише:
Овај спомен подигоше добротвори Миленко Илић, трг. из Паланке, родом из Водица, и његова жена Перса, родом из Колара за вечиту успомену.

17. новембар 1935.
Ово спомен-обележје, пре него што је постављено на Дому културе, налазило се у згради Основне школе. Педесетих година прошлог века добило је стално место на Дому културе, који је саграђен после завршетка Другог светског рата.

## Спомен-плоча палим борцима НОР-а
У Водицама је, такође, на згради Дома културе, 7. јула 1952. године откривена спомен-плоча палим борцима Народноослободилачког рата од 1941—1945. године из овог села. Овај споменик настао је на иницијативу и залагањем Месног одбора Савеза бораца и мештана Водица.
Представници Месне заједнице, некадашњих друштвено-политичких организација и преживели борци из овог села, годинама су се 3. јула, уочи Дана борца, сакупљали пред овим спомен-белегом, полагали цвеће и венце и сећали се изгинулих мештана (уклесано је 20 имена), који су живот положили на олтару отаџбине.

## Спомен-плоча добровољцу Драгану
У Водицама је 20. октобра 2011. године откривена спомен-плоча добровољцу Драгану Љ. Павловићу, коју је урадио и донирао каменорезац Слава Рајковић. Драган је имао само 30 година кад је 19. октобра 1991. године погинуо у Вуковару.
Спомен-плочу открио је председник Скупштине општине Смедеревска Паланка Славољуб Ђурић, који је том приликом навео:
Породици Драгана Љ. Павловића је данас најтеже. Његова ћерка расте без оца, а унучићи без деде. Обавеза нас живих је да се не забораве они који су се, као Драган Љ. Павловић, борили за српство плативши га оним најсветијим - животом.